# Kikihia ochrina
Kikihia ochrina este o specie de insectă endemică în Noua Zeelandă. Această specie are un ciclu de viață de trei ani, iar adulții sunt de culoare verde strălucitor și sunt cel mai frecvent văzuți în luna aprilie pe Insula de Nord.

## Taxonomie
Entomologul britanic Francis Walker a efectuat prima descriere a K. ochrina în 1858 cu numele Cicada ochrina, folosindu-se de un specimen prezentat la Muzeul de Istorie Naturală din Londra de către colonelul Daniel Bolton⁠(d). George Hudson a descris K. ochrina în 1891 și, crezând că este o specie nouă, a numit-o Cicada aprilina.

## Descriere
K. ochrina este de culoare verde strălucitor, cu doar câteva marcaje întunecate, dintre care cele mai proeminente sunt două linii în formă de seceră și două puncte pe secțiunea mijlocie a toracelui. Această specie poate fi distinsă de ruda sa apropiată Kikihia dugdalei⁠(d) deoarece are picioare verzi, fără petele roz care marchează picioarele K. dugdalei. De asemenea, indivizilor masculi de K. ochrina le lipsește întotdeauna perechea de mici pete negre pe partea inferioară, pete care se găsesc la majoritatea masculilor K. dugdalei. Entomologul neo-zeelandez George Hudson a considerat-o ca fiind cea mai frumoasă dintre cicadele din Noua Zeelandă. El i-a descris cântecul său ca fiind „foarte rapid și strident”.

## Ciclu de viață
Aceste insecte sunt prezente în fiecare vară. Ouăle de K. ochrina sunt adesea depuse din ianuarie până în mai, cu vârful perioadei de depunere în martie. Ouăle se dezvoltă apoi peste iarnă, iar nimfele eclozează vara, probabil în decembrie. Prin urmare, ouăle se maturizează pe o perioadă de 7 până la 11 luni. După ce eclozează, nimfele se îngroapă imediat sub pământ, unde se dezvoltă încă doi ani înainte de a reapărea. Apoi își părăsesc exoscheletul și se transformă în adult. Această specie are un ciclu de viață mediu de aproximativ trei ani. Hudson a fost de părere că adulții acestei specii apar pentru prima dată în jurul lunii februarie, dar sunt cei mai abundenți în aprilie.

## Răspândire și habitat
K. ochrina se găsește în Insula de Nord și Insulele Trei Regi din Noua Zeelandă, precum și în Canterbury, unde a fost probabil introdusă. Această specie locuiește în copaci și arbuști veșnic verzi, în special nativi cu frunze largi, precum Coprosma⁠(d), Hebe și Myoporum⁠(d), dar și copaci introduși, precum plopi. Adulții ies frecvent din sol sub un copac mahoe⁠(d).

## Comportament și prădare
Hudson a considerat această specie ca fiind deosebit de precaută cu privire la potențialele amenințări și zboară pe distanțe lungi dacă este deranjată. El a emis ipoteza că precauția extremă a acestei specii a rezultat din faptul că K. ochrina apare mai târziu în an decât alte cicade și specii care se adaptează la prădarea mai frecventă de către păsări.